# وینگیت (تگزاس)
وینگیت، تگزاس(به انگلیسی: Wingate, Texas) شهری در ایالت تگزاس از ایالات جنوبی ایالات متحده آمریکا است.